# سیلیکون پلی‌کریستالی

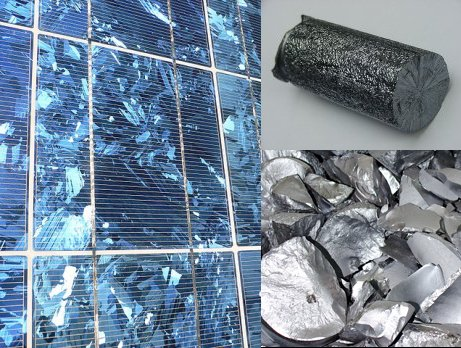
سمت چپ: سلول‌های خورشیدی ساخته شده از سیلیکون چندبلوری سمت راست: میله پلی‌سیلیکون (بالا) و تکه‌ها (پایین)

سیلیکون پُلی‌کریستالی (به انگلیسی: Polycrystalline silicon) یا سیلیکون بس‌بلورین یا سیلیکون چندبلورین (به انگلیسی: multicrystalline silicon) که به آن پلی‌سیلیکون (به انگلیسی: polysilicon) یا پُلی-اس‌آی (به انگلیسی: poly-Si) یا اِم‌سی-اس‌آی (به انگلیسی: mc-Si) نیز می‌گویند، یک نمونه بس‌بلورین با خلوص بالا از سیلیکون است که به عنوان ماده اولیه در صنعت فتوولتائیک خورشیدی و الکترونیک مورد استفاده قرار می‌گیرد.
پلیسیلیکون از سیلیکون درجه متالورژی توسط یک فرایند تصفیه شیمیایی به نام فرایند زیمنس تولید می‌شود. این فرایند شامل تقطیر ترکیبات فرار سیلیکون و تجزیه آن‌ها به سیلیکون در دماهای بالا است. یک فرایند نو ظهور که از یک راکتور زیرلایه شناور استفاده می‌کند به عنوان فرایند جایگزین پالایش این ماده شناخته می‌شود. همچنین صنعت فتوولتائیک، طی یک فرایند که در آن از فرایند متالورژی به جای فرایندهای تصفیه شیمیایی استفاده می‌شود، سیلیکونی با درجه متالورژی ارتقا یافته (UMG-Si) تولید می‌کند. هنگامی که پلی‌سیلیکون برای صنعت الکترونیک تولید می‌شود، حاوی میزان ناخالصی کمتر از یک جزء در هر میلیارد (ppb) است، در حالی که سیلیکون بس‌بلورین درجه خورشیدی (SoG-Si) به‌طور کلی خلوص کمتری دارد. چند شرکت در چین، آلمان، ژاپن، کره و ایالات متحده، مانندGCL-Poly، واکر شیمی، اوسی‌آی و هملُک نیم‌رسانای (به انگلیسی: Hemlock Semiconductor) و همچنین مقر نروژی آرئی‌سی، که بیشترین تولید را در سال ۲۰۱۳ در سراسر جهان با تولید حدود ۲۳۰٬۰۰۰ تن به خود اختصاص داده است.
مواد اولیه پلی‌سیلیکون - میله‌های بزرگی که معمولاً قبل از حمل و نقل به تکه‌هایی با اندازه‌های مشخص خرد شده و در اتاق‌هایی تمیز بسته‌بندی می‌شوند - مستقیماً در شمش‌های چند بلورین ریخته می‌شوند یا برای تولید بول‌های تک‌بلورین به فرایند تبلور مجدد ارسال می‌شوند. این محصولات سپس در ویفرهای نازک سیلیکونی خُردشده و برای تولید سلول‌های خورشیدی، مدارهای مجتمع و سایر وسایل نیم‌رسانا استفاده می‌شوند.
پلی‌سیلیکون از کریستال‌های کوچک، که بلورک نامیده می‌شوند، تشکیل می‌شود که به مواد خاصیت مرزدانه ای فلز معمول خود را می‌دهد. در حالی که پلی‌سیلیکون و مولتی‌سیلیکون اغلب به عنوان مترادف استفاده می‌شوند، معمولاً چند بلورین به بلورهای بزرگتر از ۱ میلی‌متر اشاره دارد. سلول‌های خورشیدی چند بلورین رایج‌ترین نوع سلول‌های خورشیدی در بازار گسترش فتو ولتاییک است و بیشتر پلی‌سیلیکون‌های تولید شده در سراسر جهان را مصرف می‌کند. برای تولید ۱ مگاوات ماژول‌های خورشیدی معمولی حدود ۵ تن پلی‌سیلیکون مورد نیاز است. پلی‌سیلیکون از سیلیکون تک‌بلورین و سیلیکون آمورف متمایز است.

## سیلیکون بس‌بلورین و تک‌بلورین

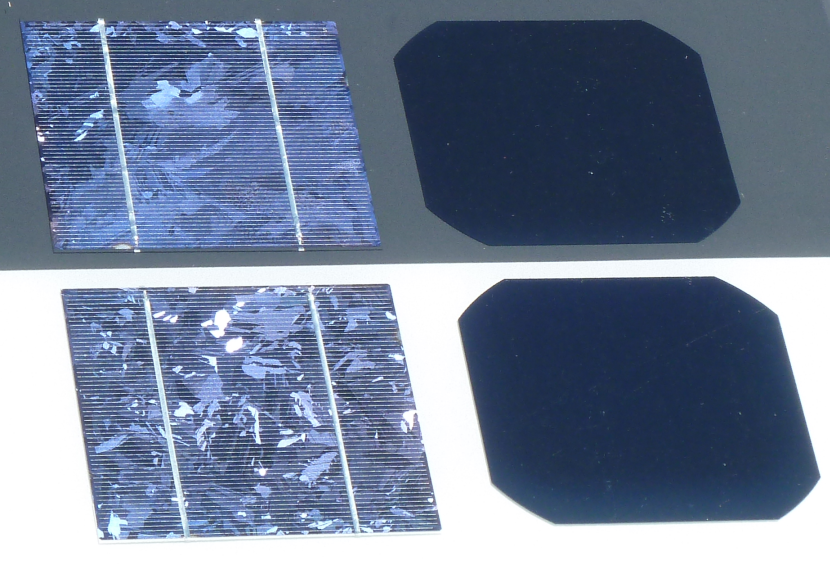
مقایسه سلول‌های خورشیدی بس‌بلورین (سمت چپ) با تک‌بلورین (راست)

در سیلیکون با بلور واحد، که سیلیکون تک‌بلورین نامیده می‌شود، چارچوب بلورین یکدست است، که می‌توان با یک رنگ‌آمیزی بیرونی همسان آن را تشخیص داد. کل نمونه، یک بلور منفرد، متوالی و ناگسستنی است زیرا ساختار آن حاوی مرزدانه نیست. تک‌بلورهای بزرگ در طبیعت کمیاب هستند و تولید آن در آزمایشگاه نیز دشوار است (به تبلور مجدد مراجعه کنید). در مقابل، در یک ساختار آمورف محدوده موقعیت‌های اتمی بازهٔ کوچکی است.
فازهای بس‌بلورین و پاراکریستالی از تعدادی بلور کوچکتر یا بلورک تشکیل شده است. سیلیکون بس‌بلورین (یا سیلیکون نیمه‌بلورین، پلی‌سیلیکون، poly-Si یا به‌طور ساده شده "poly") ماده‌ای است که از چندین بلور سیلیکون کوچک تشکیل شده است. سلول‌های بس‌بلورین را می‌توان با یک دانه قابل مشاهده، یک "مرزدانه فلزی" تشخیص داد. سیلیکون بس‌بلورین درجه نیم‌رسانا (همچنین درجه خورشیدی) به سیلیکون "تک‌بلور" تبدیل می‌شود - بدین معنی که بلورهای تصادفی مرتبط با سیلیکون در "سیلیکون بس‌بلورین" به یک بلور بزرگ "منفرد" تبدیل می‌شوند. سیلیکون تک‌بلوری برای ساخت اکثر دستگاه‌های میکروالکترونیکی مبتنی بر سیلیسم استفاده می‌شود. سیلیکون بس‌بلورین می‌تواند تا ۹۹٫۹۹۹۹٪ خالص باشد. پلی فوق‌العاده خالص در صنعت نیم‌رسانا مورد استفاده قرار می‌گیرد، که در ابتدا به شکل میله‌های پلی با طول دو الی سه متر است. در صنعت میکروالکترونیک (صنعت نیم‌رسانا)، پلی هم در سطح مقیاس بزرگ و هم در مقیاس خرد (جزء) استفاده می‌شود. بلورهای منفرد با استفاده از فرایند چکرالسکی، ذوب ناحیه‌ای و فرایند بریجمن-استوکبرگ رشد می‌کنند.

## اجزای سیلیکون بس‌بلورین

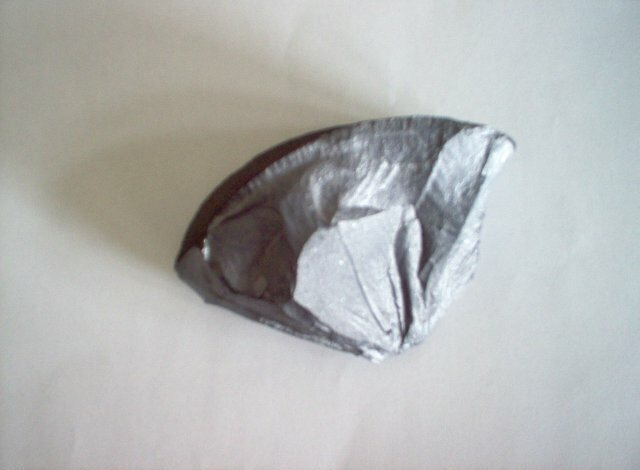
سیلیکون بس‌بلورین (برای تولید مونوکریستالهای سیلیکون با فرایند چکرالسکی استفاده می‌شود)

میله‌ای از پلی‌سیلیکون نیم‌رسانا.

در سطح اجزاء، پلی‌سیلیکون مدت‌هاست که به عنوان ماده رسانای گیت در فناوری‌های پردازش ماسفت و سیماس مورد استفاده قرار می‌گیرد. برای این فناوری‌ها استفاده از رآکتورهای لایه‌نشانی شیمیایی فاز بخار کم فشار (LPCVD) در دماهای بالا به کار گرفته می‌شود و معمولاً آلایش سنگین از نوع-n یا نوع-p شده است.
اخیراً، پلی‌سیلیکون ذاتی و آلاینده در الکترونیک ناحیه بزرگ به عنوان لایه‌های فعال یا آلایش‌شده در ترانزیستورهای فیلم نازک مورد استفاده قرار می‌گیرد. اگرچه می‌توان آن را توسط LPCVD، لایه‌نشانی بخار شیمیایی با افزایش پلاسما (PECVD) یا تبلور فاز جامد سیلیکون آمورف در روش‌های خاص پردازش لایه‌نشانی کرد، اما این فرایندها هنوز هم به دمای نسبتاً زیاد حداقل ۳۰۰ درجه سلسیوس نیاز دارند. این دما رسوب پلی‌سیلیکون را برای زیرلایه‌های شیشه‌ای ممکن می‌کند اما برای زیرلایه‌های پلاستیکی امکان‌پذیر نیست.
رسوب سیلیکون بس‌بلورین بر روی زیرلایه‌های پلاستیکی با انگیزهٔ تمایل به توانایی تولید نمایشگرهای دیجیتالی روی صفحه‌های انعطاف‌پذیر انجام می‌شود؛ بنابراین، یک فنّ] نسبتاً جدید به نام تبلور لیزری برای تبلور یک ماده سیلیکون آمورف (a-Si) پیش‌ساز (ماده اولیه)، روی یک زیرلایه پلاستیکی بدون ذوب‌شدن یا آسیب رساندن به پلاستیک ابداع شده است. پالس‌های لیزر فرابنفش با شدت زیاد با حرارت بالا برای گرم کردن مواد رسوبی a-Si تا بالای نقطه ذوب سیلیکون، بدون ذوب کل زیرلایه استفاده می‌شود.
سیلیکون مذاب پس از سرد شدن، به‌صورت بلوری درمی‌آید. با کنترل دقیق اُفت دما، محققان توانسته‌اند دانه‌های بسیار بزرگ، تا اندازه صدها میکرومتر در حالت حداکثری، رشد دهند، اگرچه اندازه دانه‌ها از ۱۰ نانومتر تا ۱ میکرومتر نیز متداول است. به هر حال به منظور ایجاد افزارههایی روی پلی‌سیلیکون در وسعت بزرگ، اندازه یک دانه بلور از اندازه خاص افزاره، که برای یکدست بودن افزاره‌ها مورد نیاز است، کوچکتر است. روش دیگر برای تولید بس‌بلورین در دماهای پایین تبلور ناشی از فلز است که در آن می‌توان یک فیلم نازک آمورف-سیلیکونی را در دمای پایینی به میزان ۱۵۰ درجه سلسیوس متبلور کرد اگر در حین تماس با فیلم فلزی دیگری مانند آلومینیوم، طلا یا نقره تابکاری شود.